# Johann Tobias Gottfried Trost
Johann Tobias Gottfried Trost (* 1651 in Halberstadt; † 2. Februar 1721 in Gotha) war ein mitteldeutscher Orgelbauer und der Vater von Tobias Heinrich Gottfried Trost.

## Leben

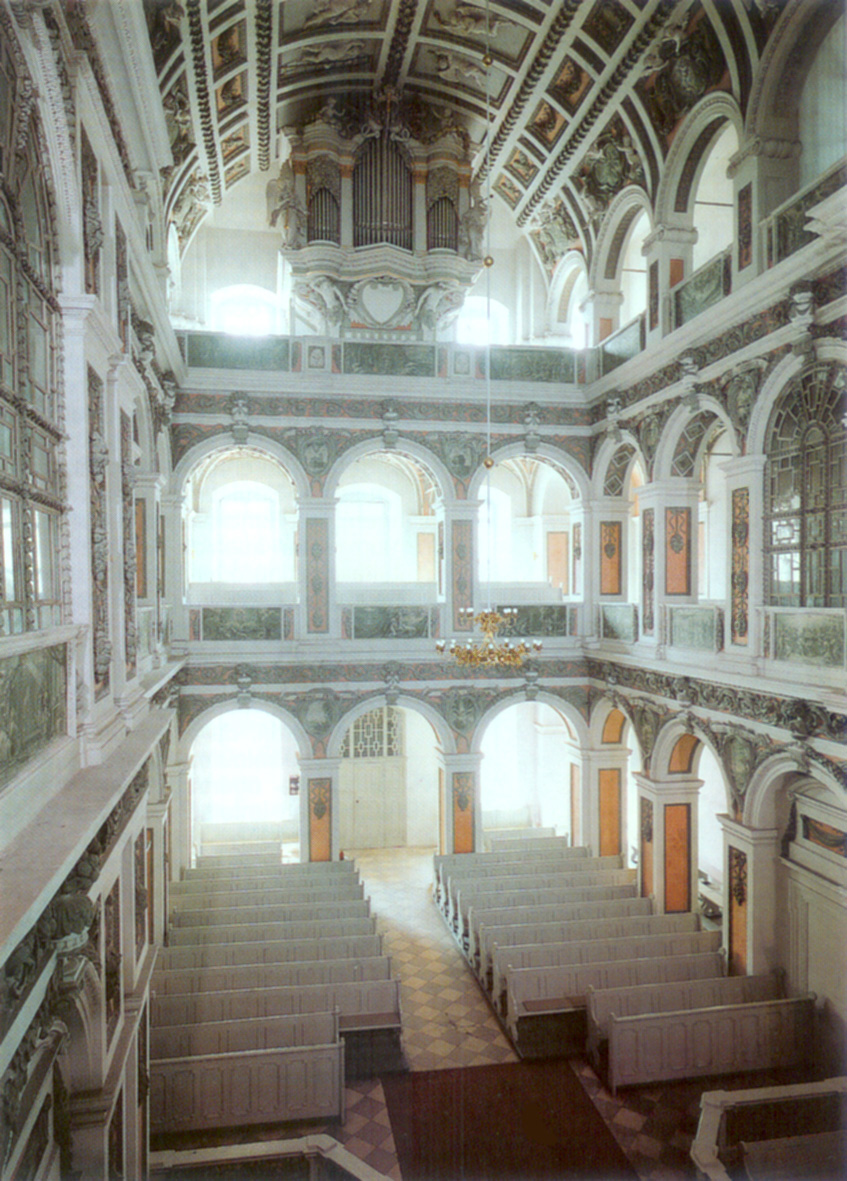
Förner-Orgel in Schloss Neu-Augustenburg, an der Trost 1673 mitarbeitete

(Johann) Tobias Gottfried Trost wurde als Sohn des Theologen und Musikers Johann Caspar Trost dem Älteren in einer Instrumentenbauer-Familie geboren. Sein Vater, der auch komponiert und musiktheoretische Schriften verfasst hat, ist von 1661 bis 1676 als Organist an St. Martini in Halberstadt nachgewiesen. Dort wurde sein Sohn gleichen Namens sein Nachfolger. In die Amtszeit des Vaters fiel vermutlich die Geburt von Tobias Gottfried Trost. Als sicher gilt ein Einfluss von Johann Caspar Trost d. Ä. und dessen Bruder und Orgelbauer Lorenz (Sebastian) Förner auf Andreas Werckmeister.
Tobias Gottfried Trost erlernte den Orgelbau bei Christian Förner, Sohn von Lorenz Förner. Während dieser etwa zehn Jahre ist seine Mitarbeit an Orgelbauten im Halleschen Dom (1667?), im Schloss Neu-Augustusburg in Weißenfels (1673) und in Halle, St. Ulrich (1673–1675) bezeugt.
Im Jahr 1679 heiratete er in Halberstadt und ist im Folgenden an verschiedenen mitteldeutschen Orten nachgewiesen. In Belgern wurden seine Töchter Johanna Margaretha und Christina Dorothea geboren.

## Werk
Von seinen Orgelbauten ist, von wenigen Resten abgesehen, nichts erhalten. Weitere Orgelbautätigkeiten in der Leipziger Gegend werden vermutet.
In den Dispositionen führt Trost die Tradition Förners fort. Sie spiegeln den klassischen Aufbau seines Lehrmeisters wider, lassen aber eine Vorliebe für die Sesquialtera erkennen. Die Streichregister geraten zugunsten der reich ausgebauten Zungenstimmen etwas in den Hintergrund. Trost setzt gerne typisch barocke Neben- und Effektregister wie Vogelsang, Zimbelstern und Heer-Pauken ein.
Trost vermittelte die Orgelbaukunst Förners und seiner Familientradition seinem einzigen Sohn Heinrich Gottfried Trost.

## Werkliste
| Jahr      | Ort             | Kirche             | Bild | Manuale | Register | Bemerkungen                                                     |
| --------- | --------------- | ------------------ | ---- | ------- | -------- | --------------------------------------------------------------- |
| 1684      | Belgern         | Sankt Bartholomäus |      | II/P    | 22       | Neubau                                                          |
| 1686–1689 | Mutzschen       |                    |      | I/P     | 14       | Neubau                                                          |
| um 1689   | Grimma          | Kloster Nimbschen  |      |         |          | Reparatur?                                                      |
| 1694–1695 | Leipzig         | Johanniskirche     |      | I/P     | 10       | Neubau eines Positivs; 1742 abgetragen und nach Laußig verkauft |
| 1695–1696 | Cannewitz       |                    |      |         |          | Neubau                                                          |
| 1697–1701 | Bad Langensalza | St. Stephani       |      | III/P   | 34       | Neubau                                                          |
| 1697–1704 | Tonna           | Pfarrkirche        |      |         |          | Neubau                                                          |
| 1701–1704 | Greußen         | St. Martini        |      | II/P    | 21       |                                                                 |
| 1711      | Illeben         |                    |      | I/P     | 12       | Neubau                                                          |
| 1717      | Siebleben       | Pfarrkirche        |      |         |          | Neubau                                                          |